# Gościcina
Gościcina – rzeka, dopływ Bolszewki o długości 33,52 km.
Płynie na Pobrzeżu Bałtyckim. Wypływa z jeziora Wycztok na północnym skraju Pojezierza Kaszubskiego w okolicach Jeleńskiej Huty. Przepływ rzeki (południkowy) przez obszar gmin Szemud i Wejherowo zachodnią krawędzią Trójmiejskiego Parku Krajobrazowego. Przepływa m.in. przez Donimierz, Przetoczyno i Gościcino, gdzie uchodzi do Bolszewki.